# Sayra Pereira
Sayra Stephanie Pereira Ortíz (* 2. November 2000)  ist eine mexikanische Handballspielerin, die im Hallenhandball ebenso wie in der Disziplin Beachhandball mexikanische Nationalspielerin ist.
Pereira studiert an der Universidad Autónoma de Chihuahua.

## Hallenhandball
Sayra Pereira spielte zunächst Basketball, wechselte im Alter von neun Jahren aber zum Handball. Sie spielte ab 2015 zunächst für mehrere Jahre für Cnar, die Mannschaft des Centro Nacional de Alto Rendimiento, dem größten Handball-Verein in Mexiko. 2014, 2015 und 2016 gewann sie bei den nationalen Olympischen Spielen mit ihrer Mannschaft jeweils Medaillen. Aufgrund ihres Studiums wechselte sie zur Mannschaft der Universität, UACH.
Mit der U20-Nachwuchs-Nationalmannschaft Mexikos bestritt Pereira 2019 die Qualifikationsspiele für die U-20-Handball-Weltmeisterschaft der Frauen 2020, scheiterte aber in der Qualifikationsphase. Bei den ersten Panamerikanischen Jugendspielen 2021 in Cali wurde sie mit ihrer Mannschaft Sechste.
Seit 2018 gehört Pereira zur Mexikanischen Nationalmannschaft, mit der sie Vierte bei den Zentralamerika- und Karibikspiele 2018 wurde. Im Jahr darauf scheiterte sie mit Mexiko in der Qualifikation für die Handball-Weltmeisterschaft der Frauen 2019 in Japan. Bei der Nordamerika- und Karibikmeisterschaften gewann sie die Bronzemedaille, verpasste aber die Qualifikation für die Weltmeisterschaften.

## Beachhandball
Abgesehen von einem ersten kurzen Gastspiel bei den Panamerika-Meisterschaften 2014 in Asunción, nimmt Mexiko erst seit den Panamerika-Meisterschaften 2018 in Oceanside regelmäßig an internationalen Wettbewerben teil. Pereira gehört zur ersten Generation dieser Spielerinnen. In Kalifornien wurde sogleich das Halbfinale und am Ende der vierte Rang erreicht, damit auch die erstmalige Qualifikation für Weltmeisterschaften. Bei der WM in Kasan gehörte Pereira jedoch nicht zum Kader. Im Jahr darauf gewann Pereira bei den das erste Mal ausgetragenen Nordamerika- und Karibikmeisterschaften 2019 in Chaguanas auf Trinidad und Tobago mit Mexiko nach einer Finalniederlage gegen die Vereinigten Staaten die Silbermedaille. Damit war die erneute Qualifikation für die Weltmeisterschaften 2020 in Pescara verbunden, die jedoch aufgrund der COVID-19-Pandemie ausfielen. Seitdem wurde Pereira nicht mehr berufen.

## Erfolge
| Pan-Amerikanische Meisterschaften (Beach) - 2018: 4. Nordamerika- und Karibikmeisterschaften (Beach) - 2019: 2. | Zentralamerika- und Karibikspiele - 2018: 4. Nordamerika- und Karibikmeisterschaften (Halle) - 2021: 3. Panamerikanische Jugendspiele 2021 (Halle) - 6. |

## Belege und Anmerkungen
1. ↑  auch in den Falschschreibungen Syra und Saira
2. ↑  Atleta de Élite. Abgerufen am 9. Januar 2023 (europäisches Spanisch).
PressReader.com - Zeitungen aus der ganzen Welt. Abgerufen am 9. Januar 2023.
3. ↑  PressReader.com - Zeitungen aus der ganzen Welt. Abgerufen am 9. Januar 2023.
4. ↑  I. Junior Pan American Games Cali-Valle 2021: Itzel Esmeralda Vargas Cortes. Abgerufen am 30. Dezember 2022.
Cesar Miguel Ponce Pérez: Gana México a Colombia en Handball Femenil. In: Deporte Colima. 25. November 2021, abgerufen am 30. Dezember 2022 (spanisch).
5. ↑  Comisión Nacional de Cultura Física y Deporte: Sayra Pereira y su pasión por el handball. Abgerufen am 9. Januar 2023 (spanisch).
6. ↑  PressReader.com - Zeitungen aus der ganzen Welt. Abgerufen am 9. Januar 2023.
PressReader.com - Zeitungen aus der ganzen Welt. Abgerufen am 9. Januar 2023.
7. ↑  DCH: Cinthia Gallegos y Sayra Pereira conquistan bronce para México. In: Deportes Chihuahua. 30. August 2021, abgerufen am 9. Januar 2023 (spanisch).
Chihuahuenses Sayra Pereira y Cinthia Gallegos buscan pase a Mundial de Handball. Abgerufen am 9. Januar 2023 (europäisches Spanisch).
PressReader.com - Zeitungen aus der ganzen Welt. Abgerufen am 9. Januar 2023.
https://www.teamusa.org/USA-Team-Handball/News/2021/September/03/2021-NACHC-Post-Tournament-Reactions-All-Star-Team-and-Top-Scorers
8. ↑  Edición del martes 6 de marzo de 2018 by El Comentario - Issuu. Abgerufen am 2. Dezember 2022 (englisch).
9. ↑  Candelario González: Se Presenta México en Mundial de Handball de Playa. In: MAG Deportes. 23. Juli 2018, abgerufen am 18. November 2022 (spanisch).
10. ↑  IHF | USA double-winners in the Caribbean. Abgerufen am 2. Dezember 2022.

| Personendaten    | Personendaten                                       |
| ---------------- | --------------------------------------------------- |
| NAME             | Pereira, Sayra                                      |
| ALTERNATIVNAMEN  | Pereira Ortíz, Sayra Stephanie (vollständiger Name) |
| KURZBESCHREIBUNG | mexikanische Handballspielerin                      |
| GEBURTSDATUM     | 2. November 2000                                    |